# Planckův vyzařovací zákon

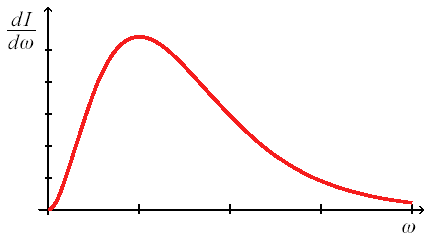
Závislost intenzity záření I absolutně černého tělesa o frekvenci ω na frekvenci ω.

Planckův vyzařovací zákon vyjadřuje závislost spektrální hustoty intenzity záření absolutně černého tělesa na (úhlové) frekvenci ω.
{\displaystyle {\rm {d}}I={\frac {\hbar }{\pi ^{2}c^{3}}}\ {\frac {\omega ^{3}}{{\rm {e}}^{\frac {\hbar \omega }{kT}}-1}}\ {\rm {d}}\omega ,}
kde
{\displaystyle \omega } je úhlová frekvence záření,
{\displaystyle I} je intenzita záření,
{\displaystyle T} je teplota absolutně černého tělesa,
{\displaystyle \hbar } je redukovaná Planckova konstanta,
{\displaystyle c} je rychlost světla ve vakuu a
{\displaystyle k} Boltzmannova konstanta.
Tuto formuli odhadl v srpnu roku 1900 zakladatel kvantové fyziky Max Planck a o rok později přišel i na způsob, jakým se dá odvodit, za což byl později oceněn Nobelovou cenou.
Záření absolutně černého tělesa bylo dlouho velkou fyzikální záhadou. Z pohledu klasické fyziky totiž hrozila tzv. ultrafialová katastrofa, která předpovídala, že každé těleso musí zářit i na velmi krátkých vlnových délkách, což se nepozorovalo. Naopak z měření vyplývalo, že ačkoli intenzita záření v závislosti na jeho frekvenci pro nízké frekvence roste s druhou mocninou (v tomto případě {\displaystyle {\rm {e}}^{x}-1\approx x}), tak pro vyšší frekvence intenzita exponenciálně klesá. Max Planck zjistil, že když je světelná energie vyzařována jen v určitých balíčcích – kvantech, a nikoliv spojitě, může pozorovanou závislost odvodit. On sám ale považoval kvanta za pouhý matematický obrat, který ho přivedl k výsledku v souladu s experimentem. Správný význam dal kvantům až roku 1905 Albert Einstein, který Planckovu myšlenku rozvinul a prohlásil, že světlo samotné jsou kvanta, díky čemuž vysvětlil fotoelektrický jev. Einstein tak přispěl k pochopení duální podstaty světla, které zdánlivě v rozporu vykazuje současně vlnové i částicové vlastnosti.
Planckův vyzařovací zákon je speciálním případem Bose-Einsteinova rozdělení pro fotony.
Poloha maxima závislosti, kterou popisuje Planckův zákon, je dána Wienovým posunovacím zákonem. Celkovou vyzářenou energii za jednotku času z jednotkové plochy absolutně černého tělesa vyjadřuje Stefanův–Boltzmannův zákon. Tyto starší zákony lze odvodit z Planckova zákona snadno derivováním a integrováním.